# Lestelle-Bétharram
Lestelle-Bétharram là một commune tỉnh Pyrénées-Atlantiques, thuộc vùng Nouvelle-Aquitaine, tây nam nước Pháp.